# Puchar Świata w jeździectwie w dresażu
Puchar Świata w jeździectwie w dresażu rozegrany został po raz pierwszy w 1986 roku. Zawody rozgrywane są corocznie.

## Zwycięzcy
| lp  | rok  | zwycięzca               | koń              |
| --- | ---- | ----------------------- | ---------------- |
| 1.  | 1986 | Anne-Grethe Jensen      | Maizog           |
| 2.  | 1987 | Christine Stückelberger | Gauguin de Lully |
| 3.  | 1988 | Christine Stückelberger | Gauguin de Lully |
| 4.  | 1989 | Margit Otto-Crépin      | Corlandus        |
| 5.  | 1990 | Sven Rothenberger       | Andiamo          |
| 6.  | 1991 | Kyra Kyrklund           | Matador          |
| 7.  | 1992 | Isabell Werth           | Fabienne         |
| 8.  | 1993 | Monica Theodorescu      | Ganimedes        |
| 9.  | 1994 | Monica Theodorescu      | Ganimedes        |
| 10. | 1995 | Anky van Grunsven       | Bonfire          |
| 11. | 1996 | Anky van Grunsven       | Bonfire          |
| 12. | 1997 | Anky van Grunsven       | Bonfire          |
| 13. | 1998 | Louise Nathorst         | Waltop Top       |
| 14. | 1999 | Anky van Grunsven       | Bonfire          |
| 15. | 2000 | Anky van Grunsven       | Bonfire          |
| 16. | 2001 | Ulla Salzgeber          | Rusty            |
| 17. | 2002 | Ulla Salzgeber          | Rusty            |
| 18. | 2003 | Ulla Salzgeber          | Rusty            |
| 19. | 2004 | Anky van Grunsven       | Salinero         |
| 20. | 2005 | Anky van Grunsven       | Salinero         |
| 21. | 2006 | Anky van Grunsven       | Salinero         |
| 22. | 2007 | Isabell Werth           | Warum Nicht      |
| 23. | 2008 | Anky van Grunsven       | Salinero         |
| 24. | 2009 | Steffen Peters          | Ravel            |